# ピエトラローヤ
ピエトラローヤ（イタリア語: Pietraroja）は、イタリア共和国カンパニア州ベネヴェント県にある、人口約500人の基礎自治体（コムーネ）。
アペニン山麓の水源地で、自然保護区が設定されており、山岳リゾート地となっている。

## 地理

### 位置・広がり・地勢
ピエトラローヤは、マテーゼ山地 (Matese) （アペニン山脈の一部）東部の山麓に位置する。中心地の標高は818mで、これは県内のコムーネで二番目に高い。コムーネでもっとも標高が低いのは Casolla 地区 (450 m) で、最高地点はムトリア山（Monte Mutria、1,823 m、地元方言では Mùtigliu と呼ばれる）である。
北側はモリーゼ州との境界となっており、ムトリア山はコムーネ北西部、グアルディアレージャ（カンポバッソ県）との境界に位置する。北東にサンタ・クロチェッラ峠（passo di Santa Crocella）を越えればセピーノに至る。ムトリア山南東麓は自然保護区に指定されている。ムトリア山とサンタ・クロチェッラ峠の間に位置するトレ・ヴァッローニ（Tre Valloni）の集落は、ティテルノ川 (it:Titerno) の水源地である。ティテルノ川は、ムトリア山麓から流れ出るアックア・カルダ川（Acqua Calda、地元方言で Acqua càura）を合わせ、 石灰岩質の地層に峡谷をうがって西のクザーノ・ムトリへと流れ下る。
コムーネの北東部に位置するモスキアトゥーロ山（monte Moschiaturo、地元方言で Rufènza、1.470 m） は、もう一つの主要河川、トルビド川（Torbido、地元方言で Trovele）の水源である。トルビド川はピエトラローヤ本村の東から南をめぐり、クザーノ・ムトリの分離集落チヴィテッラ・ルイチーノ (it:Civitella Licinio) でティテルノ川に合流する。

#### 隣接コムーネ
隣接するコムーネは以下の通り。括弧内のCBはカンポバッソ県（モリーゼ州）所属を示す。
- グアルディアレージャ (CB) - 北
- セピーノ (CB) - 北東
- モルコーネ - 東
- チェッレート・サンニータ - 南
- クザーノ・ムトリ - 西

## 歴史

### 古代
ピエトラローヤの集落は、サベリア人（サムニウム人の一派）ペントリ族の居住地として誕生した。かれらはアペニン山脈の中南部、マイナルデ山地 (Monti della Meta) からマテーゼ山地にかけて暮らし、ボヤーノをその首邑とした。しかしながら、サベリア人はローマ人とのサムニウム戦争に敗れ、ルキウス・コルネリウス・スッラによる殺戮を受け、その後はローマ化政策を受けた上に、集落も1688年6月5日の地震で破壊されたために、サベリア人の痕跡は残っていない。

### 中世・近世
サンニオ地方（サムニウム）は、ローマ人以後さまざまな支配者が交代した。ランゴバルド人（ランゴバルド王国）、ノルマン人（シチリア王国、ノルマン人による南イタリア征服参照）、シュヴァーベン人（ホーエンシュタウフェン朝）、アンジュー家（アンジュー＝シチリア家、ナポリ王国参照）、アラゴン人（アラゴン連合王国）、スペイン人（スペイン王国）である。
ランゴバルド人のもとではテレシア (it:Telesia) のガスタルド（Gastald、代官）の管轄下に置かれた。12世紀から14世紀にかけてはノルマン人有力者であるサンフラモンド家（Sanframondo）の所領となった。その始祖であるラオーネ・ディ・サン・フライムンド（Raone di San Flaymundo、11世紀 - 12世紀）は、南イタリアを征服したルッジェーロ2世に仕えて、その弟であるライヌルフォ (it:Rainulfo di Alife) の家臣の一人となった。ピエトラローヤでは、ラオーネの英邁さを謳う古い民謡が歌い継がれている。
サンフラモンド家の所領は、チェッレート・サンニータ、クザーノ・ムトリ、グアルディア・サンフラモンディ、リマートラ、サン・ロレンツォ・マッジョーレ、マッサ、ファイッキオ、ポンテ、ドゥジェンタ（以上テッラ・ディ・ラヴォーロ地方 (it:Terra di Lavoro) 、現在のベネヴェント県一帯）に加え、モリーゼのボヤーノとサン・ジュリアーノ・デル・サンニオにまたがっていた。サンフラモンド家はホーエンシュタウフェン朝およびアンジュー＝シチリア朝の下で所領を維持し、ピエトラローヤ男爵（barone di Pietraroja）の称号を名乗った。
アラゴン人支配下の1401年、ピエトラローヤはアリーフェ伯ゴッフレド・ディ・マルツァーノ（Goffredo di Marzano）の手に渡った。15世紀後半、アラゴンのナポリ王フェルディナンド1世（フェランテ）は、オノラート・ガエターニ（Onorato Gaetani）に、ピエトラローヤ男爵の称号とともに現在のピエトラローヤとクザーノ・ムトリなどを与えた。その後この領地はカラファ家 (it:Carafa) の手に渡り、カラファ家はモリーゼ側に領地を拡大した。1806年にナポリ王ジョゼフ・ボナパルト（ジュゼッペ）が王国内の封建支配を廃止するまで、カラファ家は称号と領地を継承した。

### 近代・現代
1860年に両シチリア王国（シチリア・ブルボン朝）にジュゼッペ・ガリバルディが進軍する。その領土はサルデーニャ王国に編入されて1861年3月のイタリア王国建国に至るが、両シチリア王国最後の国王フランチェスコ2世は1861年2月まで抵抗を続けた。ピエトラローヤはブルボン朝勢力の中心地であった。
イタリア統一後も、グアルディアレージャ、セピーノ、カンポバッソ、クザーノ・ムトリとともに、ピエトラローヤはマテーゼ山地の「山賊」 (it:Brigantaggio) の拠点であった。ピエトラローヤは、1861年にチヴィテッラ・ルイチーノ (it:Civitella Licinio) を襲撃した Gabriele Varrone の活動の中心地であり、これに対するイタリア王国警備隊 (it:Guardia nazionale italiana) の拠点であった。「山賊」たちは、山中のロープ伝いに降りなければ到達できない洞窟に難攻不落の基地を構えた。1863年12年、警備隊はこれら「山賊」の拠点を包囲し、身の安全を約束して投降させた。しかし約束は守られず、彼らは Aria della Corte の集落で射殺された。
ピエトラローヤからは多数の移民が流出した。その行先はおもにアメリカ合衆国であったが、第二次世界大戦後は北・中央ヨーロッパ（スイス・ドイツ・イギリス）に移った。採石場があるが産業は振るわず、人口流出に歯止めをかけるには至っていない。